# Пенгроув (Калифорнија)
Пенгроув (енгл. Penngrove) насељено је место без административног статуса у америчкој савезној држави Калифорнија.

## Демографија
По попису из 2010. године број становника је 2.522.
| Група             | 2000.    | 2010.         |
| Белци             | 0 (0,0%) | 2.067 (82,0%) |
| Афроамериканци    | 0 (0,0%) | 19 (0,8%)     |
| Азијати           | 0 (0,0%) | 54 (2,1%)     |
| Хиспаноамериканци | 0 (0,0%) | 292 (11,6%)   |
| Укупно            | 0        | 2.522         |